# Прелепо (филм)
„Прелепо“ (шп. Biutiful) је драма мексичког редитеља Алехандра Гонзалеза Ињаритуа у којој главну улогу тумачи Хавијер Бардем. У питању је четврти дугометражни филм Ињаритуа, први после „Вавилона“, и први снимљен на његовом матерњем, шпанском језику, још од дебитантског остварења под називом „Пасји живот“. Оригинални назив филма, Biutiful, је ортографски запис енглеске речи beautiful у облику који одговара ономе што би при њеном изговарању чули припадници шпанског говорног подручја.
Филм је био номинован у две категорије на додели Оскара 2011 - за најбољег главног глумца и за најбољи страни филм, али је прву награду освојио Колин Ферт за улогу у филму „Краљев говор“, а другу дански филм „У бољем свету“. Бардем је постао први глумац који је улогом комплетно тумаченом на шпанском језику освојио номинацију за најбољег главног глумца. Такође је за овај филм добио и награду за најбољег глумца на Канском филмском фестивалу, као и награду „Гоја“.

## Радња
Главни лик филмске приче је Уксбал, самохрани отац, који се бори да усклади своје обавезе према сину и кћерки, љубав, духовност, злочине, кривицу и морал у опасном подземљу модерне Барселоне, пре него што му време истекне.
Уксбал мора да се избори са својом непоузданом, лакоумном женом, Марамбром, која пати од биполарног поремећаја и великом групом илегалних имиграната које жели да заштити од депортације. Уксбал и Марамбра су разведени, а она, због своје болести, представља велику претњу за сигурност своје деце, иако, у суштини, показује љубав и према њима и према свом мужу. У тако компликованој животној ситуацији, Уксбалу је дијагностикована смртоносна болест коју покушава да сакрије од своје деце, и да их, истовремено, збрине.

## Улоге
| Глумац                     | Улога    |
| -------------------------- | -------- |
| Хавијер Бардем             | Уксбал   |
| Марисел Алварез            | Марамбра |
| Ана Бучаиб                 | Ана      |
| Гиљермо Естреља            | Матео    |
| Едуард Фернандез           | Тито     |
| Cheikh Ndiaye              |          |
| Дијарјату Даф              | Иге      |
| Ченг Тај Шен               | Хаи      |
| Luo Jin                    | Ливеи    |
| George Chibuikwem Chukwuma | Самјуел  |
| Ланг Софија Лин            | Ли       |

## Продукција
Стварање филма трајало је три и по године, рачунајући од почетка процеса писања сценарија. Снимљен је као мексичко-шпанска копродукција у периоду од октобра 2008, до фебруара 2009. на више локација у Барселони, Шпанија, при чему је већина улога у филму била поверена глумцима аматерима.

## Награде
Филм је био у конкуренцији за Златну палму на 63. Канском филмском фестивалу. Премијерно је приказан у такмичарској конкуренцији 17. маја 2010,, а награду је освојио само Бардем у категорији за најбољег глумца, поделивши своје признање са италијанским колегом, глумцем Елиом Ђерманом који је награђен за улогу у филму „Наш живот“. Филм је Удружење филмских критичара области Далас-Форт Ворт прогласило најбољим страним филмом на додели својих награда 17. децембра 2010. Хавијеру Бардему је додељена и филмска награда „Гоја“ за најбољег глумца у филму „Прелепо“ 13. фебруара 2011. године, док је преосталих седам номинација било неуспешно.
Филм је 25. јануара 2011. званично добио номинације за награду Америчке филмске академије у две категорије: сам филм је био кандидат за најбољи страни филм, а Бардем је постао кандидат за најбољег главног глумца. Поред тога, Британска филмска академија номиновала је „Прелепо“ за најбољи страни филм, а Бардем је добио номинацију за најбољег глумца, али је и ову награду освојио Колин Фирт за улогу у филму „Краљев говор“.
| Награда                                                     | Датум              | Категорија                   | Номинован(и)                                           | Освојена                                                                               |
| ----------------------------------------------------------- | ------------------ | ---------------------------- | ------------------------------------------------------ | -------------------------------------------------------------------------------------- |
| Награда Америчке филмске академије                          | 27. фебруар 2011.  | најбољи главни глумац        | Хавијер Бардем                                         | style="background:#F99;vertical-align:middle;text-align:center;" class="table-no"\|Не  |
| Награда Америчке филмске академије                          | 27. фебруар 2011.  | најбољи страни филм          | Мексико                                                | style="background:#F99;vertical-align:middle;text-align:center;" class="table-no"\|Не  |
| Награда Британске филмске академије                         | 13. фебруар 2011.  | најбољи главни глумац        | Хавијер Бардем                                         | style="background:#F99;vertical-align:middle;text-align:center;" class="table-no"\|Не  |
| Награда Британске филмске академије                         | 13. фебруар 2011.  | најбољи страни филм          |                                                        | style="background:#F99;vertical-align:middle;text-align:center;" class="table-no"\|Не  |
| награда „Гоја“                                              | 13. фебруар 2011.  | најбољи глумац               | Хавијер Бардем                                         | style="background:#9F9;vertical-align:middle;text-align:center;" class="table-yes"\|Да |
| награда „Гоја“                                              | 13. фебруар 2011.  | најбољи споредни глумац      | Едуард Фернандез                                       | style="background:#F99;vertical-align:middle;text-align:center;" class="table-no"\|Не  |
| награда „Гоја“                                              | 13. фебруар 2011.  | најбоља споредна глумица     |                                                        | style="background:#F99;vertical-align:middle;text-align:center;" class="table-no"\|Не  |
| награда „Гоја“                                              | 13. фебруар 2011.  | најбољи оригинални сценарио  | Алехандро Гонзалез Ињариту Армандо Бо Николас Ђакобоне | style="background:#F99;vertical-align:middle;text-align:center;" class="table-no"\|Не  |
| награда „Гоја“                                              | 13. фебруар 2011.  | најбољи директор фотографије |                                                        | style="background:#F99;vertical-align:middle;text-align:center;" class="table-no"\|Не  |
| награда „Гоја“                                              | 13. фебруар 2011.  | најбоља монтажа              | Стивен Мириони                                         | style="background:#F99;vertical-align:middle;text-align:center;" class="table-no"\|Не  |
| награда „Гоја“                                              | 13. фебруар 2011.  | Best Art Direction           |                                                        | style="background:#F99;vertical-align:middle;text-align:center;" class="table-no"\|Не  |
| награда „Гоја“                                              | 13. фебруар 2011.  | најбоља оригинална музика    | Густаво Сантаолаља                                     | style="background:#F99;vertical-align:middle;text-align:center;" class="table-no"\|Не  |
| Награда Удружења филмских критичара Денвера                 | 28. јануар 2011.   | најбољи страни филм          |                                                        | style="background:#F99;vertical-align:middle;text-align:center;" class="table-no"\|Не  |
| Награда Златни глобус                                       | 16. јануар 2011.   | најбољи страни филм          |                                                        | style="background:#F99;vertical-align:middle;text-align:center;" class="table-no"\|Не  |
| Награда Удружења филмских критичара Финикса                 | 28. децембар 2010. | најбољи страни филм          |                                                        | style="background:#9F9;vertical-align:middle;text-align:center;" class="table-yes"\|Да |
| Награда Удружења филмских критичара Јуте                    | 23. децембар 2010. | најбољи страни филм          |                                                        | style="background:#F99;vertical-align:middle;text-align:center;" class="table-no"\|Не  |
| Награда Удружења филмских критичара Чикага                  | 20. децембар 2010. | најбољи страни филм          |                                                        | style="background:#F99;vertical-align:middle;text-align:center;" class="table-no"\|Не  |
| Награда Удружења филмских критичара Сент Луиса              | 20. децембар 2010. | најбољи глумац               | Хавијер Бардем                                         | style="background:#F99;vertical-align:middle;text-align:center;" class="table-no"\|Не  |
| Награда Удружења филмских критичара Сент Луиса              | 20. децембар 2010. | најбољи страни филм          |                                                        | style="background:#F99;vertical-align:middle;text-align:center;" class="table-no"\|Не  |
| Награда Удружења филмских критичара Сент Луиса              | 20. децембар 2010. | најбољи оригинални сценарио  | Алехандро Гонзалез Ињариту Армандо Бо Николас Ђакобоне | style="background:#F99;vertical-align:middle;text-align:center;" class="table-no"\|Не  |
| Награда међународне новинарске академије                    | 19. децембар 2010. | најбољи глумац               | Хавијер Бардем                                         | style="background:#F99;vertical-align:middle;text-align:center;" class="table-no"\|Не  |
| Награда међународне новинарске академије                    | 19. децембар 2010. | најбољи страни филм          |                                                        | style="background:#F99;vertical-align:middle;text-align:center;" class="table-no"\|Не  |
| Награда међународне новинарске академије                    | 19. децембар 2010. | најбољи оригинални сценарио  | Алехандро Гонзалез Ињариту Армандо Бо Николас Ђакобоне | style="background:#F99;vertical-align:middle;text-align:center;" class="table-no"\|Не  |
| Награда Удружења филмских критичара Хјустона                | 18. децембар 2010. | најбољи страни филм          |                                                        | style="background:#F99;vertical-align:middle;text-align:center;" class="table-no"\|Не  |
| Награда Удружења филмских критичара области Далас-Форт Ворт | 17. децембар 2010. | најбољи страни филм          |                                                        | style="background:#9F9;vertical-align:middle;text-align:center;" class="table-yes"\|Да |
| Награда Удружења филмских критичара Лас Вегаса              | 16. децембар 2010. | најбољи страни филм          |                                                        | style="background:#F99;vertical-align:middle;text-align:center;" class="table-no"\|Не  |
| Награда Удружења филмских критичара Сан Дијега              | 14. децембар 2010. | најбољи страни филм          |                                                        | style="background:#F99;vertical-align:middle;text-align:center;" class="table-no"\|Не  |
| Награда „Избор критике“                                     | 14. децембар 2010. | најбољи страни филм          |                                                        | style="background:#F99;vertical-align:middle;text-align:center;" class="table-no"\|Не  |
| Награда Удружења филмских критичара југоистока              | 13. децембар 2010. | најбољи страни филм          |                                                        | style="background:#F99;vertical-align:middle;text-align:center;" class="table-no"\|Не  |
| Награда Удружења филмских критичара Индијане                | 12. децембар 2010. | најбољи страни филм          |                                                        | style="background:#F99;vertical-align:middle;text-align:center;" class="table-no"\|Не  |
| Награда Удружења филмских критичара Вашингтона              | 6. децембар 2010.  | најбољи страни филм          |                                                        | style="background:#9F9;vertical-align:middle;text-align:center;" class="table-yes"\|Да |
| Кански филмски фестивал                                     | 23. мај 2010.      | најбољи глумац               | Хавијер Бардем                                         | style="background:#9F9;vertical-align:middle;text-align:center;" class="table-yes"\|Да |
| Кански филмски фестивал                                     | 23. мај 2010.      | Златна палма                 |                                                        | style="background:#F99;vertical-align:middle;text-align:center;" class="table-no"\|Не  |